# Elected
Elected – minialbum projektu muzycznego Ayreon, wydany w 2008 roku.

## Historia albumu
25 stycznia 2008 do sprzedaży trafiły najnowsze albumy Ayreon oraz Avantasia (01011001 i The Scarecrow). Z powodu tej zbieżności prasa zaczęła niesłychanie porównywać dwa albumy do siebie (tym bardziej że prezentują podobny styl muzyczny) i spekulować o rywalizacji obu projektów między sobą. Arjen Anthony Lucassen (twórca Ayreon) spytany o to był zły, że Tobiasowi Sammetowi, twórcy Avantasia, udało się zaprosić do nagrania najnowszego albumu Alice'a Coopera, który jest ulubionym wokalistą Arjena. Z drugiej strony, Tobias zazdrości Arjenowi głosu Bruce’a Dickinsona, który śpiewał na Universal Migrator Part 2: Flight of the Migrator. Twórcy jednak postanowili połączyć siły i nagrać cover Alice'a Coopera, a album ten w zamyśle autorów miał być zatytułowany Ayreon vs. Avantasia.

## Lista utworów
1. „Elected” (cover Alice'a Coopera) – 3:37
2. „E=MC2” (Live acoustic radio version) – 3:32
3. „Ride the Comet” – 3:32
4. „Day Six: Childhood” (Piano version) – 3:04

## Twórcy
- Arjen Anthony Lucassen (Ayreon) – gitara, gitara basowa, keyboard
- Ed Warby (Gorefest) – perkusja
- Tobias Sammet (Edguy, Avantasia) – główny wokal w utworze „Elected”
- Marjan Welman (Elister, Autumn) – główny wokal w utworach „E=MC2” i „Day Six: Childhood”
- Floor Jansen (After Forever) – śpiew w utworze „Ride the Comet”
- Tom S. Englund (Evergrey) – śpiew w utworze „Ride the Comet”
- Jonas Renkse (Katatonia) – śpiew w utworze „Ride the Comet”
- Bob Catley (Magnum) – śpiew w utworze „Ride the Comet”
- Magali Luyten (Virus IV) – śpiew w utworze „Ride the Comet”
- Joost van den Broek (After Forever) – keyboard w utworze „Day Six: Childhood"